# لینانما
لینانما (فنلاندی: Linnanmaa) بخشی از منطقه کایجون‌هارجو در اولو، فنلاند است. این منطقه در حدود پنج کیلومتری شمال مرکز شهر واقع شده است.
پردیس اصلی دانشگاه اولو در لینانما واقع شده و بیشتر مساحت این منطقه را اشغال کرده است. در غرب پردیس، پارک علم و فناوری تکنوپولیس قرار دارد که به همراه پردیس دانشگاه، یک جامعه کاری و تحصیلی حدود ۲۰۰۰۰ نفری را تشکیل می‌دهند.
مراسم کلیسا به زبان انگلیسی در کلیسای سنت لوک در لینانما برگزار می‌شود.